# Palendijk

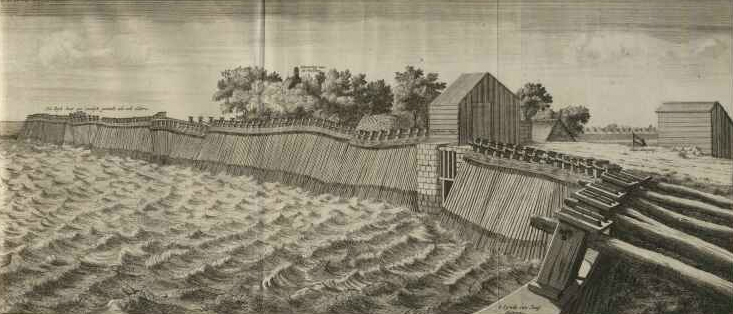
Prent uit 1702 van een palendijk in de Diemerzeedijk bij de Ipenslotersluis tussen Amsterdam en Muiden

Een palendijk was een houten constructie die werd gebruikt om de dijken te versterken.

## Geschiedenis in Nederland

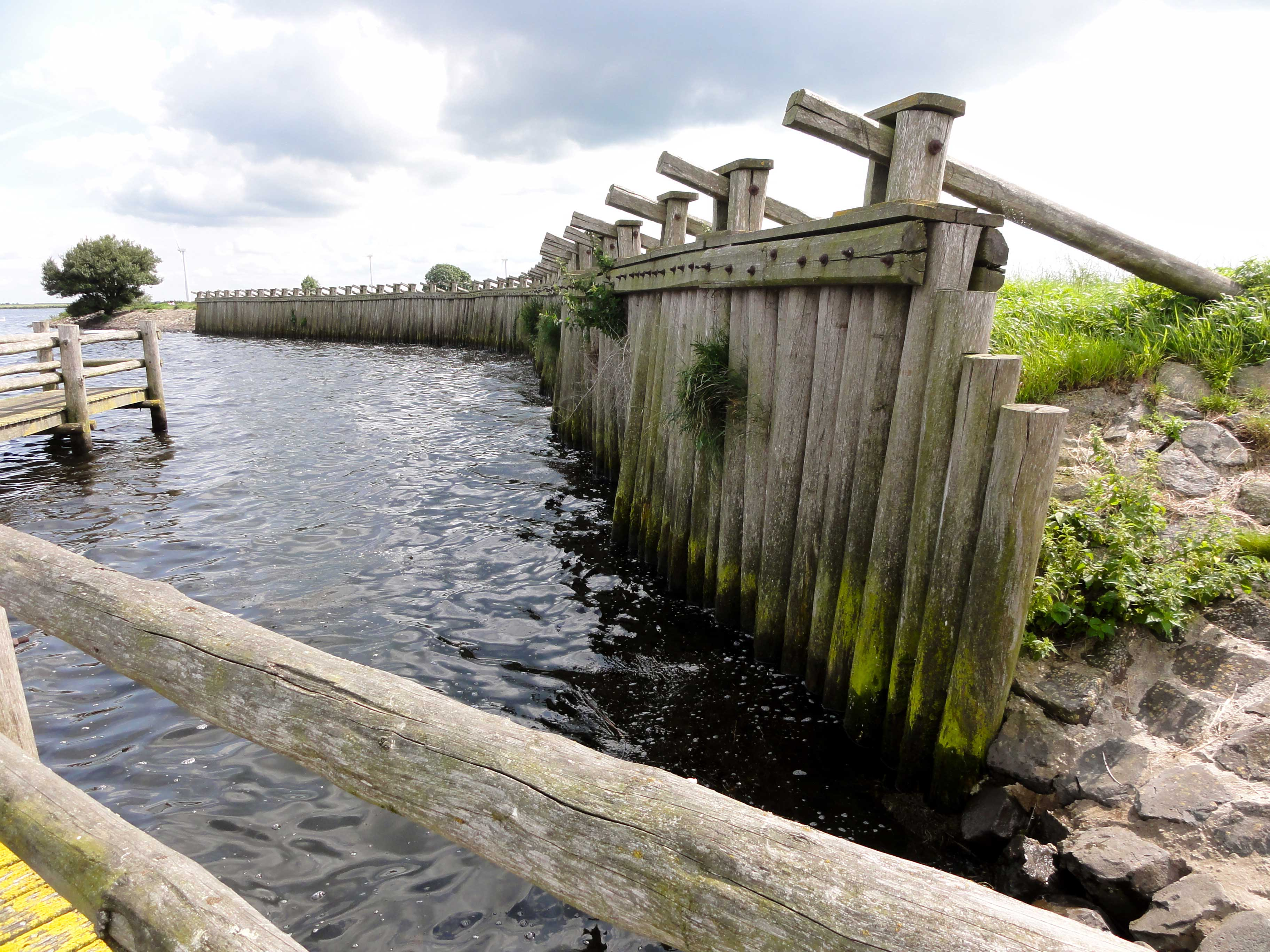
Reconstructie van een palendijk bij de "oude Pol" nabij Spakenburg aan het Eemmeer

Omdat de eerst aangelegde dijken bij de Zuiderzee onvoldoende bescherming boden tegen het water werden vanaf de 15e eeuw de dijken op diverse plaatsen versterkt met een paalconstructie. Deze constructie van palendijken werd onder meer toegepast bij de Zuiderzeedijk tussen Amsterdam en Muiden. Bij de palendijk werden lange rijen palen van eiken- en/of naaldhout naast elkaar geplaatst, die onderling met elkaar werden verbonden en met behulp van dwarsbalken in de grond werden verankerd. De diverse dijkbesturen droegen zorg voor de financiering van dergelijke dijken. Ook deze houten constructie was niet altijd bestand tegen het geweld van de golven. De grootste problemen ontstonden echter in de 18e eeuw. De palendijken bleken niet bestand tegen de in zout water goed gedijende paalwormen. Sinds die tijd werden de dijken versterkt met andere materialen, zoals keien en basalt en niet meer met hout.
Bij Bunschoten is door het Waterschap Vallei & Eem langs de zomerkade bij De Oude Pol, op de hoek van de Westdijk en Eemdijk, een reconstructie gemaakt van een dergelijke palendijk.
In de bodem rond het voormalige eiland Schokland in de Noordoostpolder, Nederlandse provincie Flevoland, zijn nog donkere banen te zien als overblijfsels van de palendijken waarmee men indertijd het eiland beschermde tegen afslag. Bij het museum in Middelbuurt op het eiland is nog een variant van de palendijken te zien.

De Pol
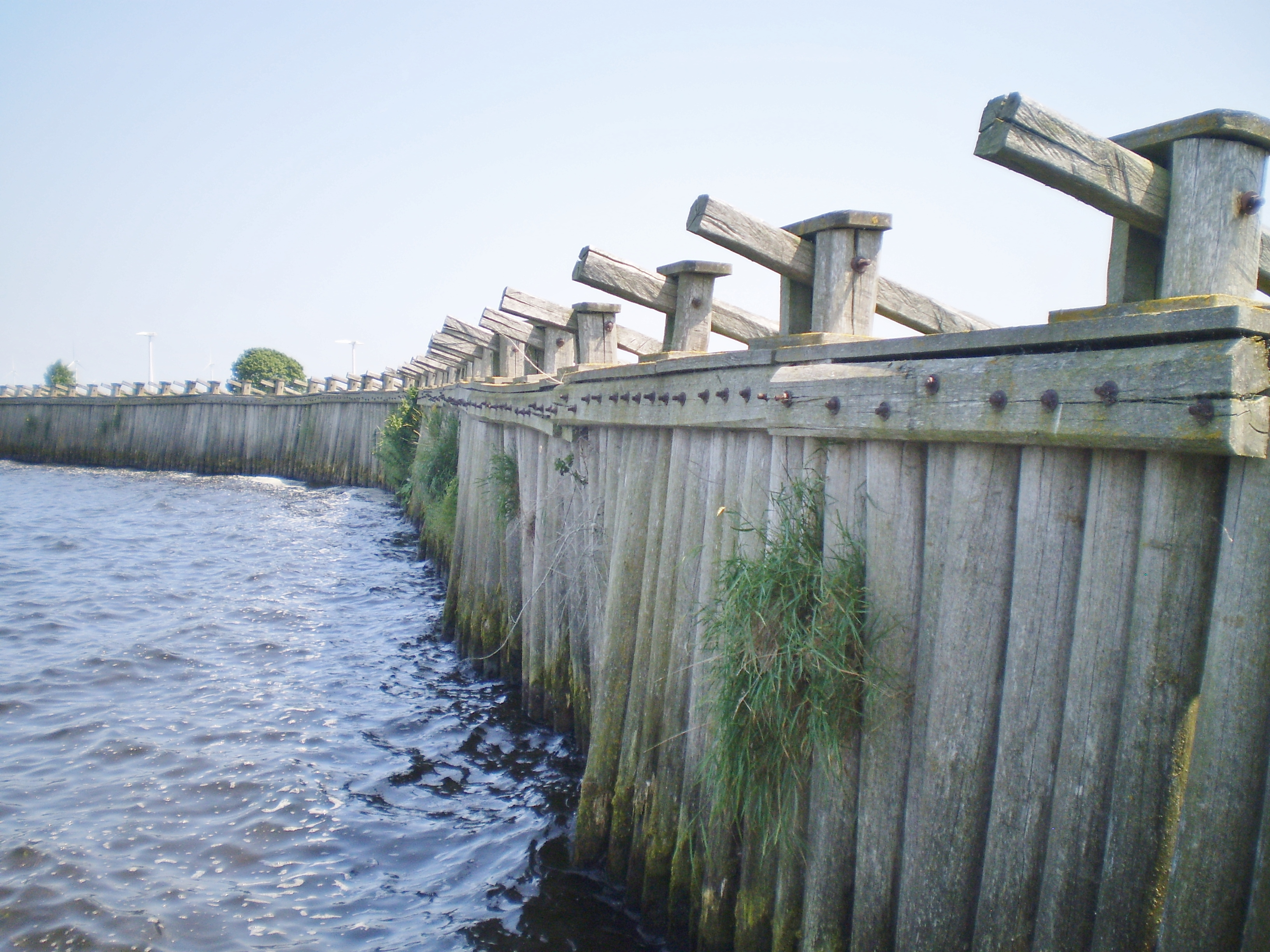
De Pol vanaf de steiger
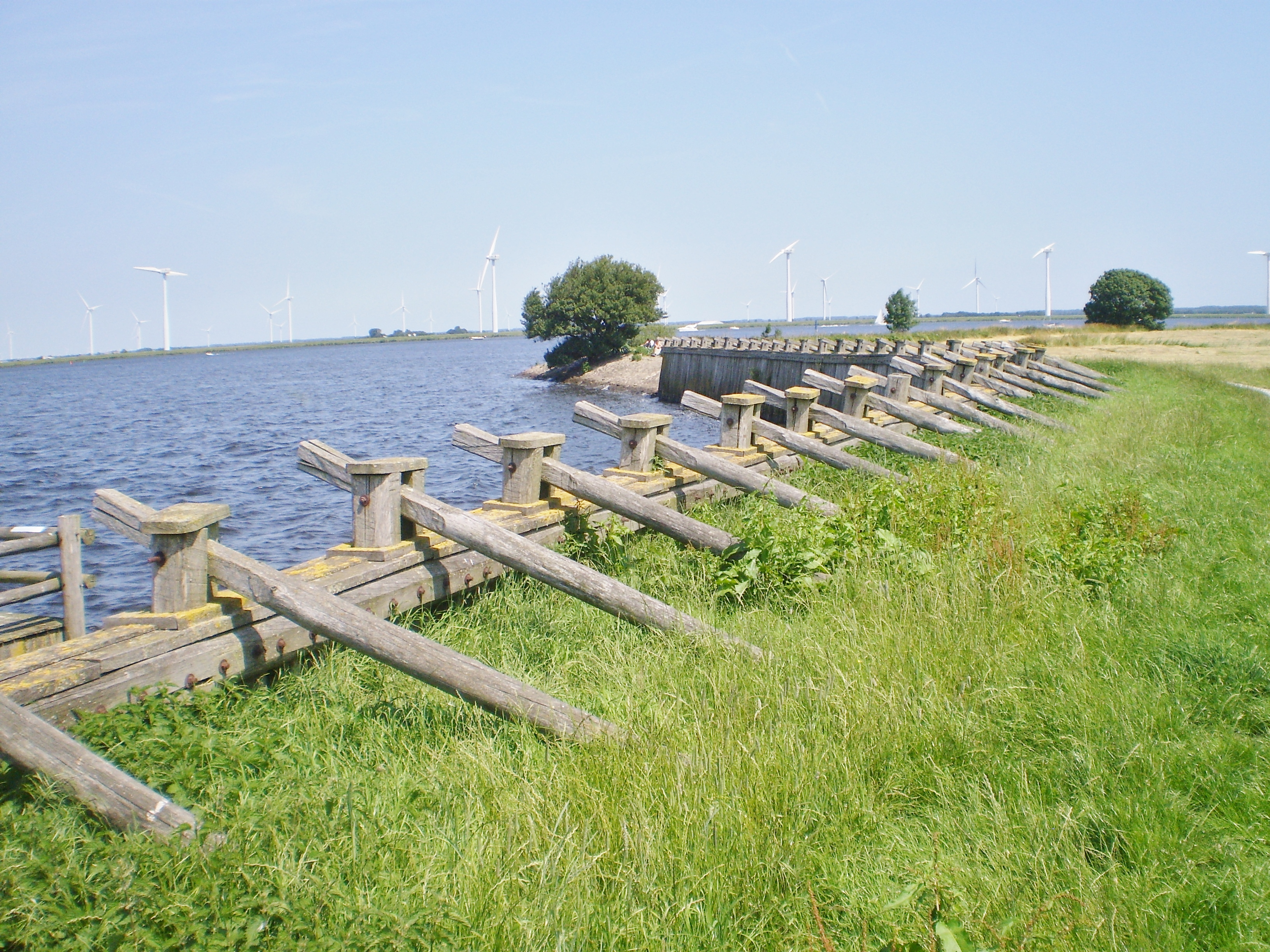
Palendijk richting Eemmeer
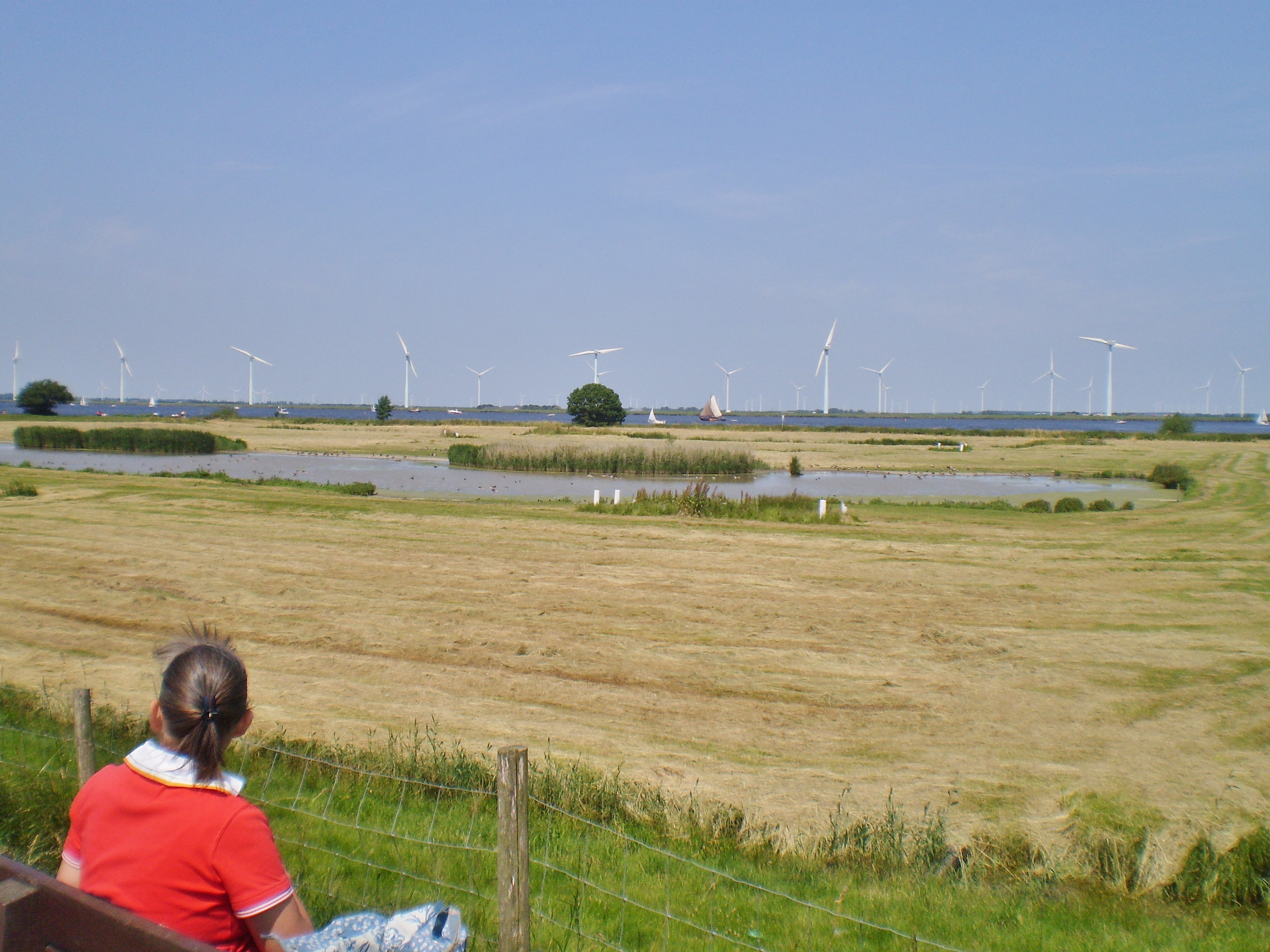
Westelijk plasje bij De Pol, waterwingebied
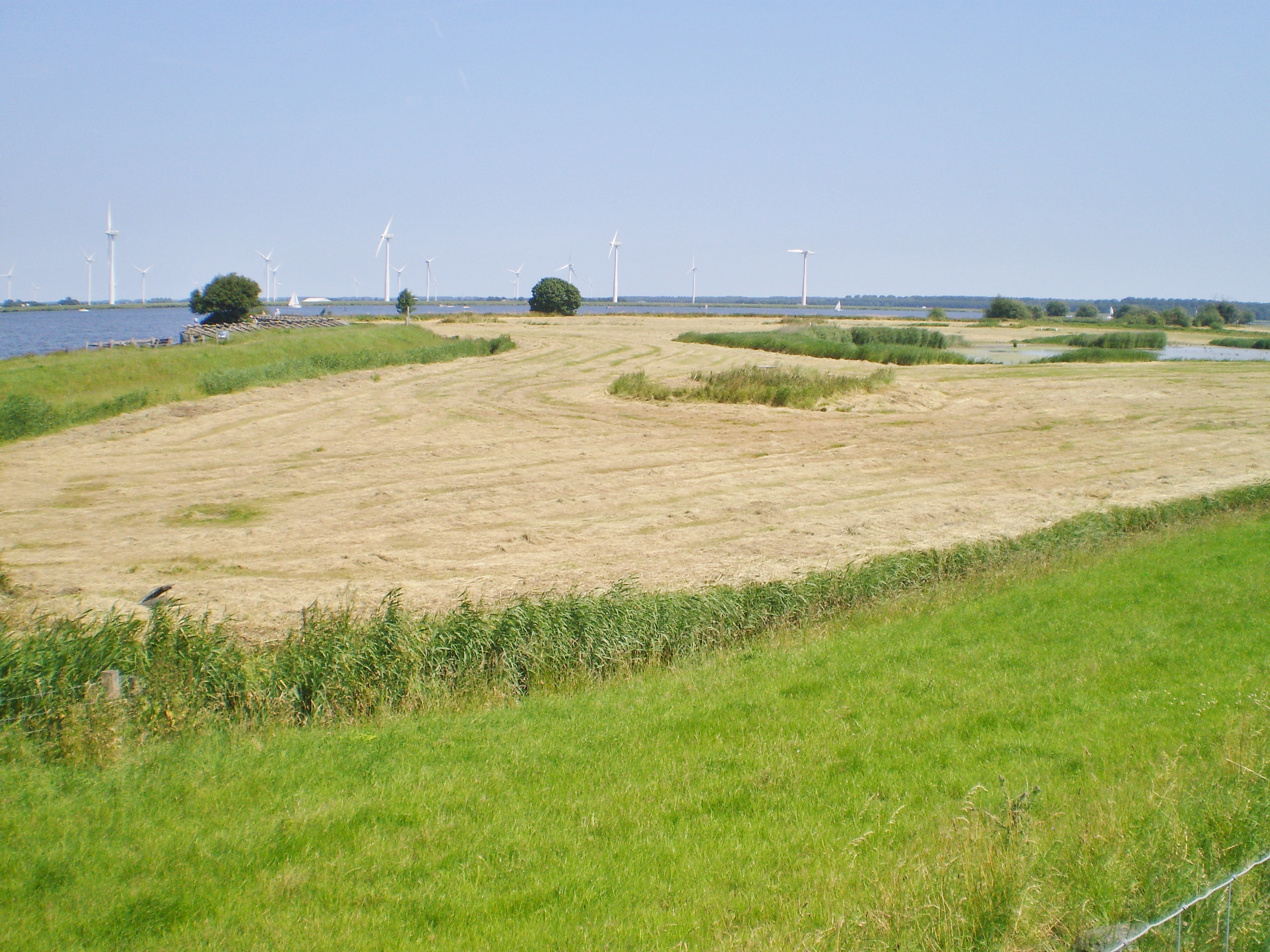
Waterwingebied achter de Palendijk